# Østøya
Østøya est une île de la commune de Horten , dans le comté de Vestfold en Norvège.

## Description
L'île de 0,7 km2 est située dans le nord de la baie de Horten, entre Mellomøya et Vealøs. Elle dispose d'un pont la reliant aux deux autres. Les trois îles voisines s'appelaient à l'origine Vestre, Midtre et Østre Løvøy.
L'île appartenait à Falkensten Bruk jusqu'en 1819, qui utilisait les îles comme pâturages pour les vaches. Elle fut ensuite vendue à la Marine pour le stokage de produits inflammables. Dans les années 1890, un certain nombre de hangars ont été mis en place pour stocker des munitions et des torpilles. Pendant la Première Guerre mondiale, un certain nombre de nouveaux bâtiments pour les mines et les torpilles ont été érigés.
Dans la période 1940-1945, la puissance occupante allemande a utilisé l'île à des fins similaires. Le 21 janvier 1945, le résistant Hjalmar Berge (1916–2003) fait sauter l'entrepôt et 184 ogives de torpilles, 69 tonnes d'explosifs, plusieurs casernes de stockage et des ateliers de préparation de torpilles sont détruits.
Après 1945, les forces armées norvégiennes ont repris le parc immobilier allemand et ont poursuivi leurs opérations sur les îles. Østøya est encore une île militaire, fermée au grand public. Au début des années 2000, l'île était utilisée pour des exercices légers à pied en terrain, des exercices maritimes et des exercices de tir. Ces derniers temps, les forces armées norvégiennes ont démoli des installations dont elles n'ont plus l'utilité et certains préconisent l'ouverture d'Østøya au public.

## Aire protégée
L'île est principalement boisée et, entre autres, compte un nombre inhabituellement élevé de vieux et grands arbres à feuilles caduques tels que le chêne, le frêne, le tilleul et le tremble. Dans la forêt, il y a aussi des zones plus ouvertes avec des pentes sèches naturelles et des terres cultivées. Dans le sud de l'île, l'aulne noir pousse. Comme ailleurs dans la municipalité de Horten, il existe également une solide population de gui sur Østøya. Le Xylobolus frustulatus (en) , un champignon corticioïde inscrit sur la liste rouge, se trouve également sur l'île, ainsi que l'Orchis mâle une fleur protégée.
De tritons communs ont été observées dans un autre petit étang au sud-ouest de l'île. L'île a une riche avifaune et, entre autres, plusieurs types de pics y ont été observés.
L'îlot Østøyskjæret (également appelé Stuterenskjæret) à 30 m au sud-ouest de l'île est protégé en tant que protection de biotype depuis 2009 pour protéger la sterne pierregarin pendant la saison de reproduction.

## Galerie

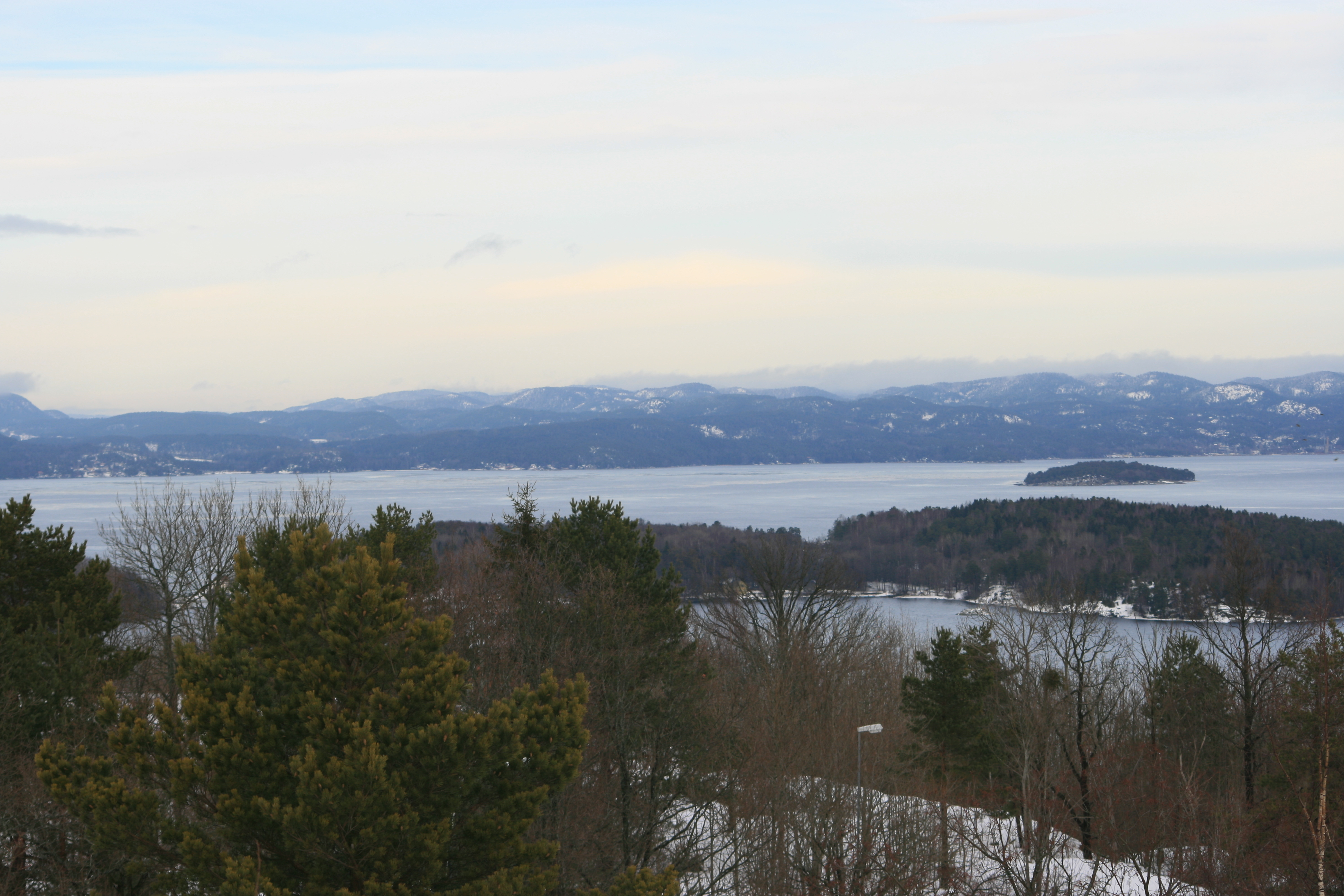
Østøya, vue depuis la batterie de Brårudåsen
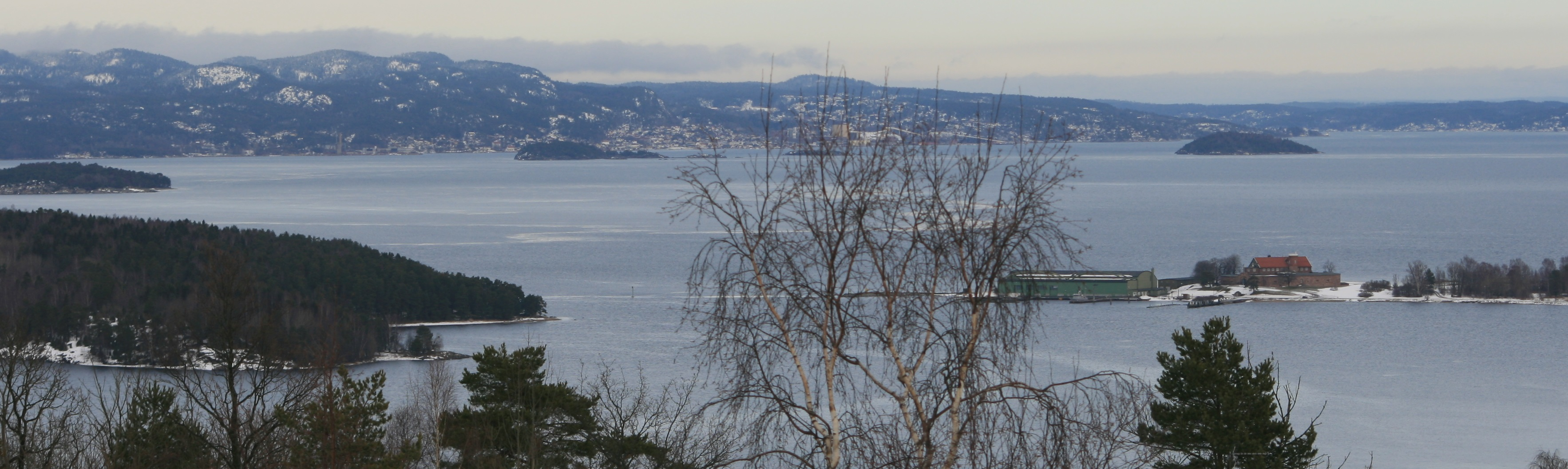
Østøya à gauche et Vealøs à droite
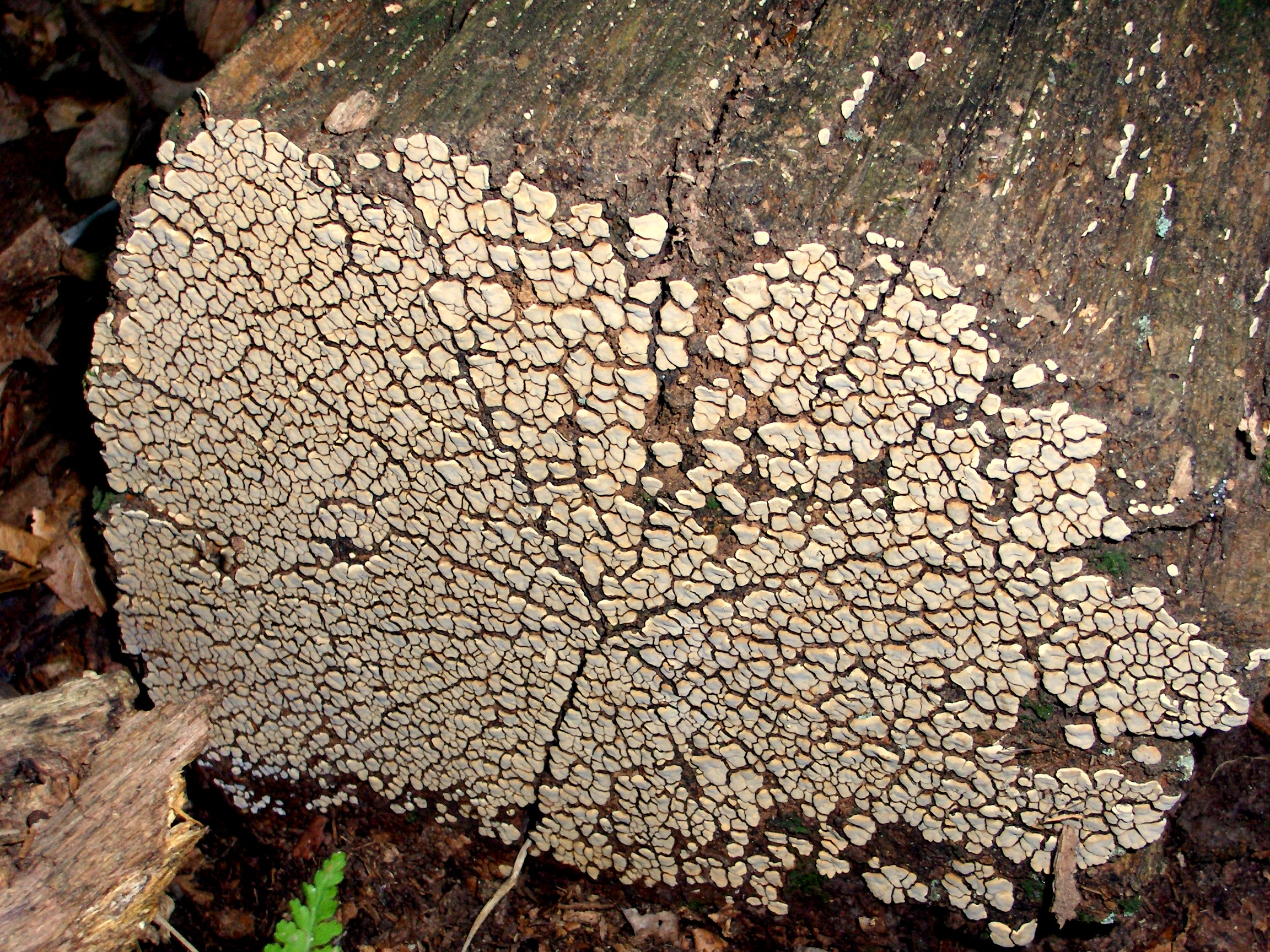
Xylobolus frustulatus
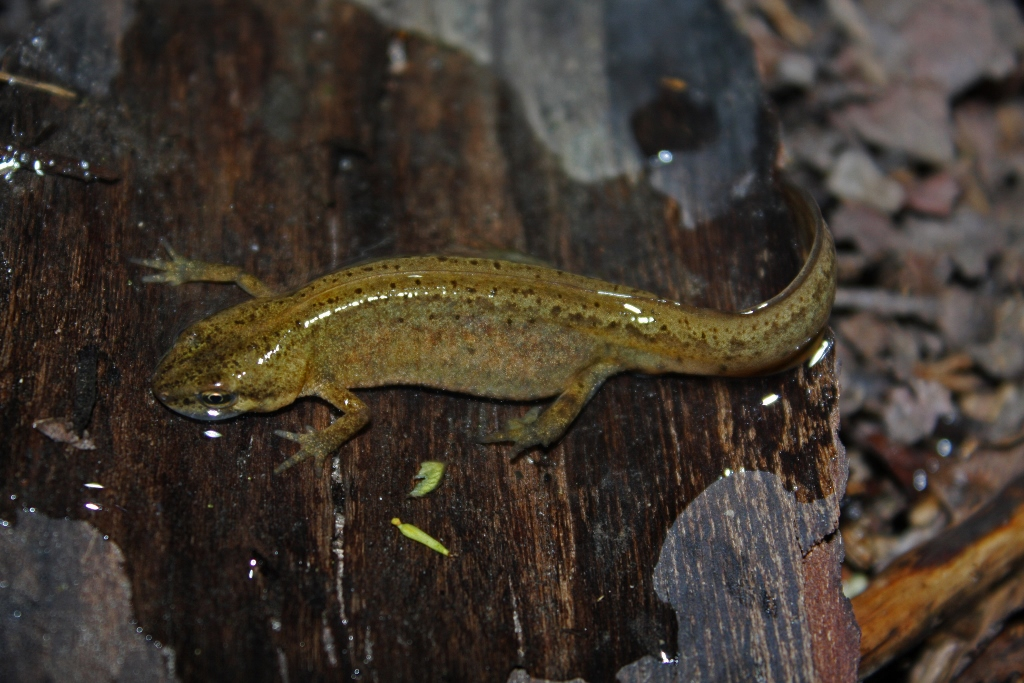
Triton commun
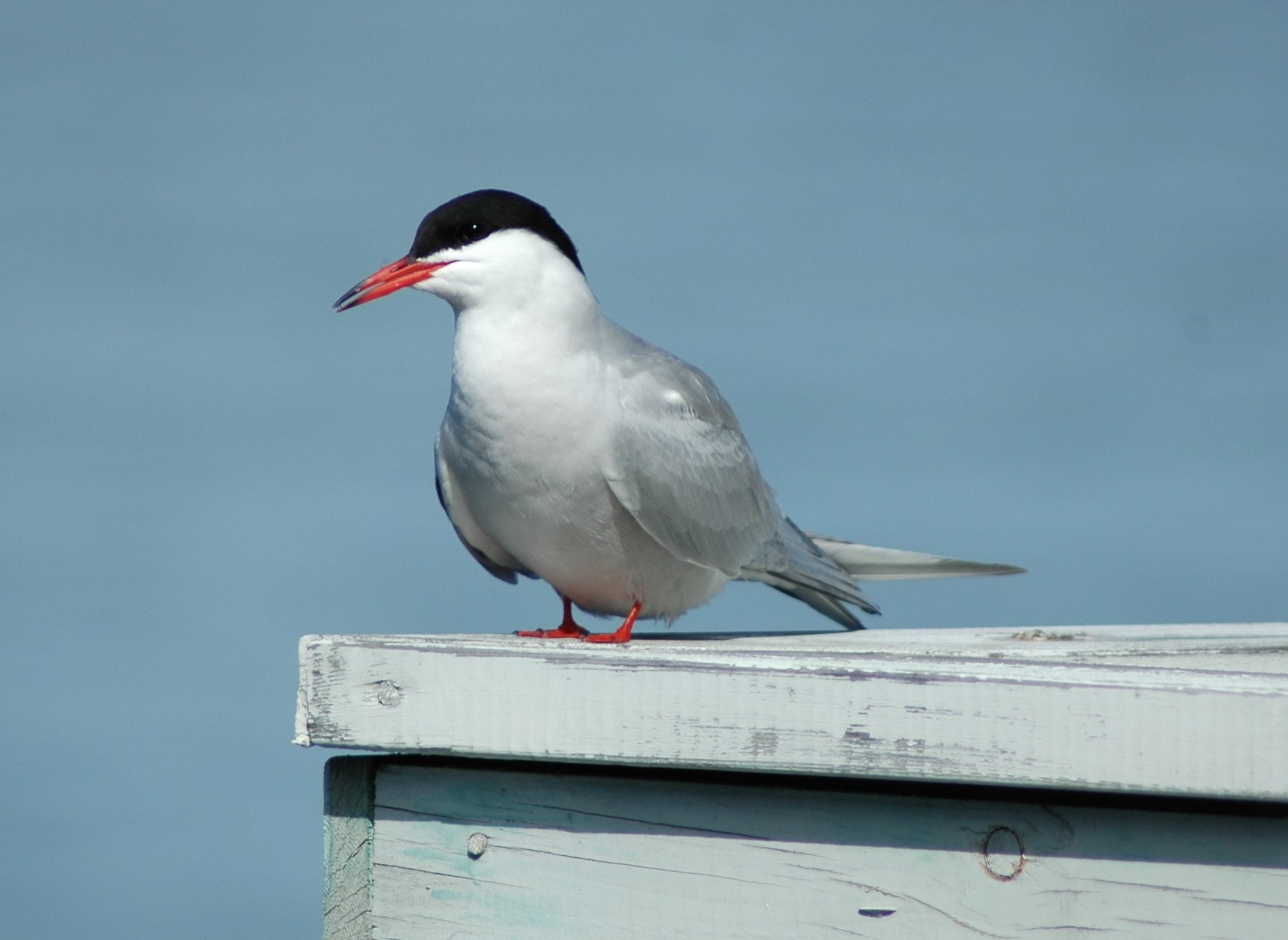
Sterne pierregarin